# Miss Continentes Unidos 2014
Miss Continentes Unidos 2014 fue la 9ª edición del certamen Miss Continentes Unidos, correspondiente al año 2014; la cual se llevó a cabo el 13 de septiembre en el Centro de Convenciones de Guayaquil Simón Bolívar en la ciudad de Guayaquil, Ecuador. Candidatas de 31 países y territorios autónomos compitieron por el título durante 2 semanas. Al final del evento, Carolina Andrea Aguirre Pérez, Miss Continentes Unidos 2013, de Ecuador, coronó a Geisha Nathali Montes de Oca Robles, de República Dominicana, como su sucesora. 
El concurso fue transmitido a través del canal de televisión ecuatoriano Gamavisión y a través de otros canales de televisión a nivel mundial.

## Resultados
| Resultado Final                  | Candidata |
| -------------------------------- | --- |
| Miss Continentes Unidos 2014     | - República Dominicana - Geisha Montes de Oca                                                                                      |
| Virreina Continentes Unidos 2014 | - Venezuela - Wi May Nava |
| Primera Finalista                | - India - Gail Da Silva |
| Segunda Finalista                | - Colombia - Paola Ruiz |
| Tercera Finalista                | - Ucrania - Anna Sardyga |
| Cuarta Finalistas                | - Paraguay - Julia Frison |
| Top 10                           | - Brasil - Camila Nantes Ostocchi - Haití - Marie-Darline Exumé - Kazajistán - Aygerim Kozhakanova - Suecia - Felicia Adén Ahlgren |

## Premios especiales
| Premio             | Candidata                                     |
| ------------------ | --------------------------------------------- |
| Mejor Traje Típico | - India - Gail Nicole Da Silva                |
| Miss Amistad       | - Chile- Florencia Dunnage Kuhlmann           |
| Miss Fotogénica    | - India - Gail Nicole Da Silva                |
| Miss Puntualidad   | - Costa Rica - Jéssica Melania González Monge |
| The Perfect Miss   | - Rusia - Evgeniya Parmyonova                 |

## Candidatas
31 candidatas fueron confirmadas:
(En la tabla se utiliza su nombre completo, los sobrenombres van entrecomillados y los apellidos utilizados como nombre artístico, entre paréntesis; fuera de ella se utilizan sus nombres «artísticos» o simplificados).
| País/Territorio      | Candidata                           | Edad | Estatura        | Residencia              |
| -------------------- | ----------------------------------- | ---- | --------------- | ----------------------- |
| Argentina            | Lara Ayelen Böchle Penalver         | 19   | 1,75 m (5′ 9″)  | Resistencia             |
| Australia            | Nicola Williams                     | 21   | 1,77 m (5′ 10″) | Queensland              |
| Bolivia              | Brenda Xiomara Ibáñez Viera         | 20   | 1,82 m (6′ 0″)  | Santa Cruz de la Sierra |
| Brasil               | Camila Nantes Ostocchi              | 19   | 1,74 m (5′ 9″)  | Mato Grosso do Sul      |
| Chile                | Florencia Dunnage Kuhlmann          | 20   | 1,73 m (5′ 8″)  | Región de Coquimbo      |
| China                | Hong Huan                           | 20   | 1,80 m (5′ 11″) | Guangdong               |
| Colombia             | Paola Ruiz Quiroga                  | 21   | 1,74 m (5′ 9″)  | Arauca                  |
| Costa Rica           | Jéssica Melania González Monge      | 24   | 1,76 m (5′ 9″)  | San José                |
| Ecuador              | Dianella Juliana López Dueñas       | 19   | 1,76 m (5′ 9″)  | Portoviejo              |
| Estados Unidos       | Chanelle Chacon                     | 22   | 1,73 m (5′ 8″)  | Texas                   |
| Guatemala            | Sucell María Serrano López          | 22   | 1,70 m (5′ 7″)  | Alta Verapaz            |
| Haití                | Marie-Darline Exumé                 | 23   | 1,73 m (5′ 8″)  | Puerto Príncipe         |
| Honduras             | Gabriela Vanessa Salazar Valle      | 21   | 1,70 m (5′ 7″)  | Tegucigalpa             |
| India                | Gail Nicole Da Silva                | 21   | 1,65 m (5′ 5″)  | Goa                     |
| Kazajistán           | Aygerim Kozhakanova                 | 19   | 1,72 m (5′ 8″)  | Almaty                  |
| Kurdistán            | Dalia Bapeer Mohammad               | 19   | 1,73 m (5′ 8″)  | Sulaymaniyah            |
| Líbano               | Natalia Rocha Saade                 | 26   | 1,72 m (5′ 8″)  | Beirut                  |
| México               | Jackeline Jiménez García            | 23   | 1,73 m (5′ 8″)  | Autlán                  |
| Nicaragua            | Xilonem Quiñónez Aguilera           | 21   | 1,70 m (5′ 7″)  | Managua                 |
| Países Bajos         | Ingrid De Boer                      | 21   | 1,75 m (5′ 9″)  | Amsterdan               |
| Panamá               | Raiza Patricia Erlenbaugh Soriano   | 23   | 1,79 m (5′ 10″) | Veraguas                |
| Paraguay             | Julia Laura Andrea Frison Paredes   | 24   | 1,80 m (5′ 11″) | Asunción                |
| Perú                 | Diana Marcela Rengifo Valencia      | 23   | 1,80 m (5′ 11″) | Lima                    |
| Portugal             | Laura Corga Pereira                 | 18   | 1,70 m (5′ 7″)  | Lisboa                  |
| Puerto Rico          | Agnes Marie Valentín Crespo         | 18   | 1,75 m (5′ 9″)  | San Juan                |
| República Dominicana | Geisha Nathali Montes de Oca Robles | 26   | 1,75 m (5′ 9″)  | Santo Domingo           |
| Rusia                | Evgeniya Parmyonova                 | 20   | 1,74 m (5′ 9″)  | Moscú                   |
| Suecia               | Felicia Adén Ahlgren                | 20   | 1,73 m (5′ 8″)  | Kalmar                  |
| Tailandia            | Nuralaila Binmamah                  | 22   | 1,71 m (5′ 7″)  | Bangkok                 |
| Ucrania              | Anna Ustymovna Sardyga              | 24   | 1,75 m (5′ 9″)  | Kiev                    |
| Venezuela            | Wilmayerlin "Wi May" Nava Márquez   | 20   | 1,77 m (5′ 10″) | Caracas                 |

### Candidatas retiradas
- Bélgica - Imane Boujabout
- Canadá - Hannah Simardong
- Filipinas - Angelyn Schultz
- Indonesia - Noor Zabilla Soeprapto
- Kirguistán - Cholpon Mambetova
- Nigeria - Samantha Chinazom Ubani
- Uruguay - Romina Fernández

## Datos acerca de las delegadas
- Algunas de las delegadas de Miss Continentes Unidos 2014 han participado, o participarán, en otros certámenes internacionales de importancia:
  - Jéssica Melania González Monge (Costa Rica) participó sin éxito en Miss Internacional 2015 y en el Reinado Internacional del Café 2015.
  - Dianella Juliana López Dueñas (Ecuador) fue semifinalista en Miss Asia Pacific World 2014.
  - Sucell María Serrano López (Guatemala) participó sin éxito en Miss Asia Pacific World 2014.
  - Marie-Darline Exumé (Haití) fue finalista en Miss Progreso Internacional 2014 y participó sin éxito en Miss Global Internacional 2013.
  - Gabriela Vanessa Salazar Valle (Honduras) participó sin éxito en Miss Teenager 2011, Miss Latinoamérica Internacional 2012 y Miss Mundo 2015.
  - Aygerim Kozhakanova (Kazajistán) participó sin éxito en Miss Universo 2013.
  - Raiza Patricia Erlenbaugh Soriano (Panamá) participó sin éxito en Miss Mundo 2014.
  - Julia Laura Andrea Frison Paredes (Paraguay) participó sin éxito en Miss Motors Internacional 2013.
  - Diana Marcela Rengifo Valencia (Perú) fue segunda finalista en Reina de la Costa del Pacífico 2013 y participará en Top Model of the World 2020.
  - Geisha Nathali Montes de Oca Robles (República Dominicana) fue sexta finalista en Nuestra Belleza Latina 2015 y participó sin éxito en Miss Caraibes Hibiscus 2007, Miss Turismo Queen Internacional 2007, Miss Mundo 2008 y Miss Globe 2013.

## Sobre los países en Miss Continentes Unidos 2014

### Naciones debutantes
| - China - Haití - Kazajistán - Kurdistán | - Líbano - Países Bajos - Tailandia - Ucrania |

### Naciones que se retiran de la competencia
Bélgica, Belice, Canadá, Filipinas, Suecia, Uruguay no enviaron una candidata este año.